# Liste der Monuments historiques in Saint-Brice-sous-Forêt
Die Liste der Monuments historiques in Saint-Brice-sous-Forêt führt die Monuments historiques in der französischen Gemeinde Saint-Brice-sous-Forêt auf.

## Liste der Bauwerke
| Bezeichnung         | Beschreibung              | Standort                                               | Kennzeichnung | Schutzstatus | Datum | Bild           |
| ------------------- | ------------------------- | ------------------------------------------------------ | ------------- | ------------ | ----- | -------------- |
| Kirche St-Brice     | Erbaut im 13. Jahrhundert | 89, rue de Paris (Lage)                                | PA00080188    | Classé       | 1964  | weitere Bilder |
| Maison de l’Escuyer | Erbaut 1730               | 34, rue de Paris (Lage)                                | PA00080189    | Inscrit      | 1976  |                |
| Pavillon Colombe    | Erbaut 1770               | 1, 3, 5, 9, 9bis, 11, 13, 15, rue Edith-Wharton (Lage) | PA00080190    | Classé       | 1994  | weitere Bilder |

## Liste der Objekte

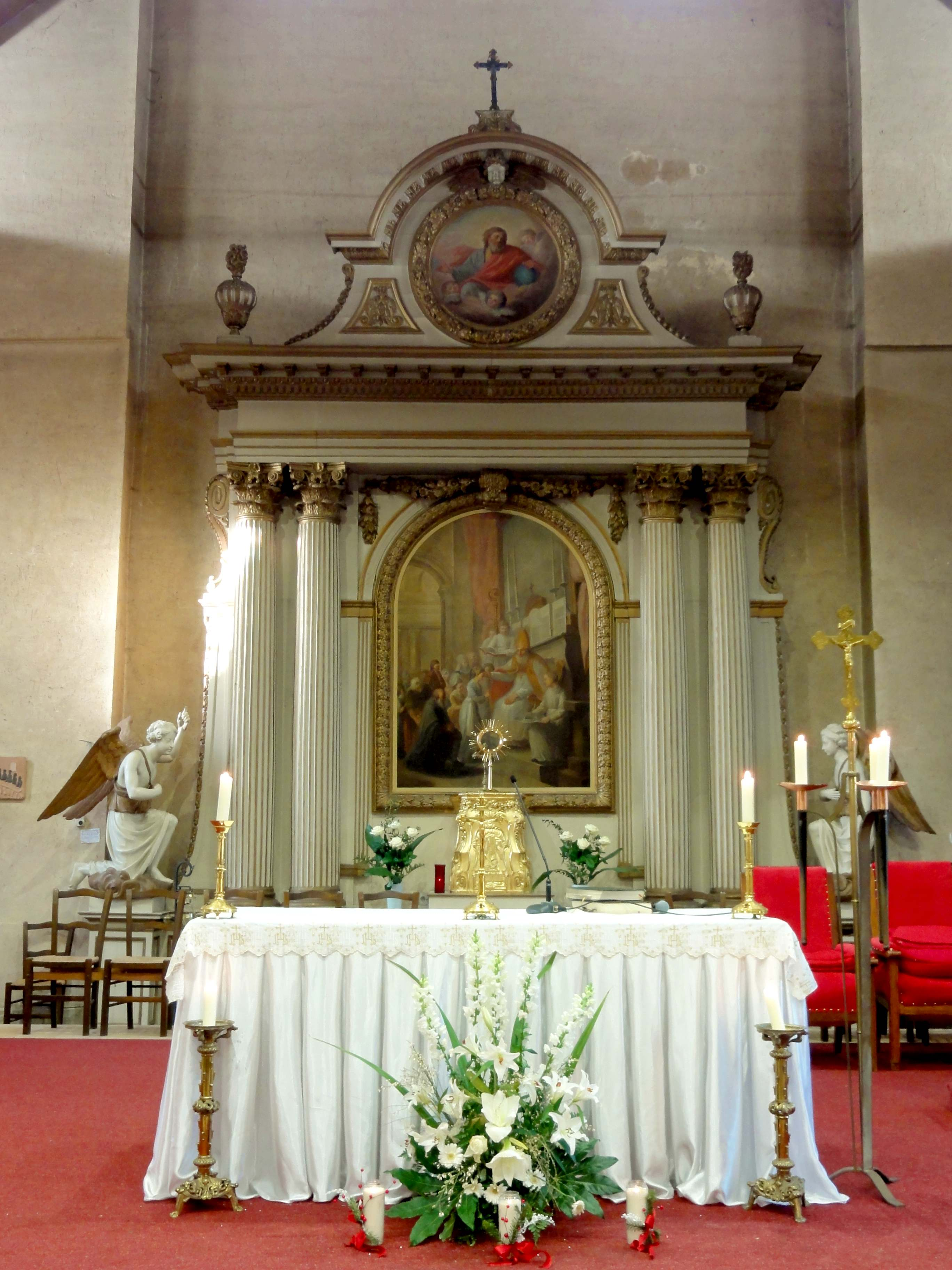
Altar mit Retabel und Tabernakel (Ende des 18. Jahrhunderts) in der Kirche St-Brice

- Monuments historiques (Objekte) in Saint-Brice-sous-Forêt in der Base Palissy des französischen Kultusministeriums